# Qwen
Qwen (на китайски: 通义千问) е чатбот с изкуствен интелект, разработен от Alibaba Cloud.
Чатботът разполага с няколко модела, които предлагат различни функционалности:
- езиков модел;
- Qwen-VL – модел, който позволява на изкуствения интелект да анализира изображения;
- WanX 2.1 – модел за генериране на изображения и видеоклипове;
- Qwen-Audio – модел за обработка на звукови данни.

Qwen 2.5 е пуснат на 29 февруари 2025 г. По думи на разработчици от Alibaba Cloud „Qwen 2.5-Max надминава по много показатели GPT-4o, DeepSeek-V3 и Llama-3.1-405B“.